# Todier à bec étroit
Todus angustirostris
Espèce
Statut de conservation UICN

 LC  : Préoccupation mineure
Le Todier à bec étroit (Todus angustirostris) est une espèce d'oiseaux appartenant à la famille des Todidae. Il est endémique de l'île d'Hispaniola et se rencontre principalement dans les forêts hygrophiles et en altitude.